# NGC 4044
NGC 4044 est une galaxie elliptique située dans la constellation de la Vierge. NGC 4044 a été découverte par l'astronome germano-britannique William Herschel en 1786.

## Caractéristiques
Sa vitesse par rapport au fond diffus cosmologique est de 6 494 ± 35 km/s, ce qui correspond à une distance de Hubble de 95,8 ± 6,7 Mpc (∼312 millions d'al).

### Radiogalaxie
Selon la base de données Simbad, NGC 4044 est une radiogalaxie.